# Associação de Jogadores da MLB
A Associação de Jogadores da Major League Baseball (ou MLBPA) é o sindicato dos jogadores profissionais de beisebol das ligas maiores.